# I'm the Trend
«I'm the Trend», estilizado como i'M THE TREND, es una canción grabada por el grupo femenino de Corea del Sur (G)I-dle. Fue lanzado como un sencillo digital el 7 de julio de 2020 por Cube Entertainment. La canción fue compuesta por las miembros Minnie y Yuqi, junto a Yuto del grupo Pentagon y FCM Houdini. La canción se dio a conocer durante su primer concierto en línea titulado I-Land: Who Am I el 5 de julio de 2020. Se subió un clip especial adjunto a la canción en el canal de YouTube de (G)I-dle simultáneamente con el lanzamiento del sencillo.
La canción está incluida en su primer álbum sencillo titulado Dumdi Dumdi, lanzado el 3 de agosto de 2020.

## Antecedentes y lanzamiento
La canción tuvo sus primeros avances cuando Cube Entertainment publicó fotos del título de la canción de (G)I-dle como pegatinas con la frase "¡Próximamente!", comenzando el 28 de junio y terminando el 2 de julio, lo que generó que la opinión pública pensara que correspondía al lanzamiento de las versiones japonesas de sus anteriores canciones. Más tarde, el 5 de julio, la compañía reveló la imagen teaser del arte del sencillo digital, con pegatinas de logotipos con las palabras 'Latata', 'Senorita', 'Uh-Oh', 'Lion' y 'Oh my God', todos títulos de sus anteriores éxitos.
«I'm the Trend» es la primera canción escrita por Minnie aproximadamente un año después del lanzamiento de «Blow Your Mind» en febrero de 2018 y su sencillo japonés «For You» del álbum debut japonés Latata en julio de 2019. Además, este lanzamiento marcó la primera contribución de Yuqi escribiendo, produciendo y componiendo en la discografía del grupo.

## Composición y letra
«I'm the Trend» es una canción de dance pop con bases en la música latina, que cuenta con un ritmo emocionante, presentando letras que hacen referencia a sus otras canciones exitosas como puntos principales, como «Oh My God», «Blow Your Mind», «Latata», «Lion», «Maze», «Uh-Oh» y «Señorita». Está compuesta en tono de si menor, con un tempo de 145 pulsaciones por minuto, de tres minutos y veinticinco segundos de duración.

## Promoción
La canción fue presentada en vivo por primera vez durante su primer concierto en línea titulado I-Land: Who Am I el 5 de julio de 2020. Posteriormente, fue lanzado un clip especial como vídeo musical de la canción el 7 de julio de 2020, junto al lanzamiento oficial del sencillo digital.
«I'm the Trend» fue utlilizada como tema principal y título que le dio nombre al programa de moda homónimo, protagonizado por las miembros de (G)I-dle Minnie y Soojin, a través de Naver Style TV y Glance TV, que comenzó el 14 de octubre de 2020 y que constó de diez episodios.

## Rendimiento comercial
La canción debutó en el número 96 en el Gaon Digital Chart de Corea del Sur con un índice Gaon de 4,608,218 en la edición del chart del 5 al 11 de julio de 2020. También debutó en el número 14 y 122 en el Gaon Download Chart y el Gaon Streaming Chart, respectivamente. La pista superó los 1.8 millones de reproducciones en Spotify y las 1.8 millones de visitas en YouTube.

## Reconocimientos

### Premios y nominaciones
| Año  | Evento                          | Premio              | Resultado | Ref.   |
| ---- | ------------------------------- | ------------------- | --------- | ------ |
| 2020 | JOOX Hong Kong Top Music Awards | Top 20 - Kpop Songs | Nominado  | [ 14 ] |

## Posicionamiento en listas
| Lista (2020)                       | Mejor posición |
| ---------------------------------- | -------------- |
| Corea del Sur (Gaon Digital Chart) | 96             |
| Corea del Sur (K-pop Hot 100)      | 58             |

## Historial de lanzamiento
| País          | Fecha              | Formato                    | Sello                                         |
| ------------- | ------------------ | -------------------------- | --------------------------------------------- |
| Corea del Sur | 7 de julio de 2020 | Descarga digital streaming | Cube Entertainment, Kakao M, Republic Records |